# Itapipoca
Itapipoca es un municipio brasileño del estado del Ceará. Es conocida como "ciudad de los tres climas", por haber en su territorio playas, sierras y el sertón.

## Geografía

### Clima
El clima es tropical caliente semiárido en la región interna y tropical caliente semiárida suave próximo al litoral, con un promedio de lluvias media anual de 1.130 mm con lluvias concentradas de enero a mayo.

### Hidrografía y recursos hídricos
Prácticamente todo el territorio está localizado en la cuenca hidrográfica del río Mundaú y sus afluentes, río Cruxati y los arroyos Taboca, Sororó, Quandú y el río de los Tanques. Las mayores represas son: Pozo Verde, con capacidad de 13.650.000 m³, y la Quandú, con capacidad de 4.000.000 m³. En el área litoraleña existen también grandes lagunas como Humaitá y del Mato

### Subdivisión
El municipio es dividido en 12 distritos: Itapipoca (sede), Arapari, Assunção, Baleia, Fangoso, Bella Vista, Calugi, Cruxati, Desierto, Ipu Mazagão, Laguna de las Mercês y Marinheiros.

## Política
La administración municipal se localiza en la sede: Itapipoca.